# Кабанье копьё

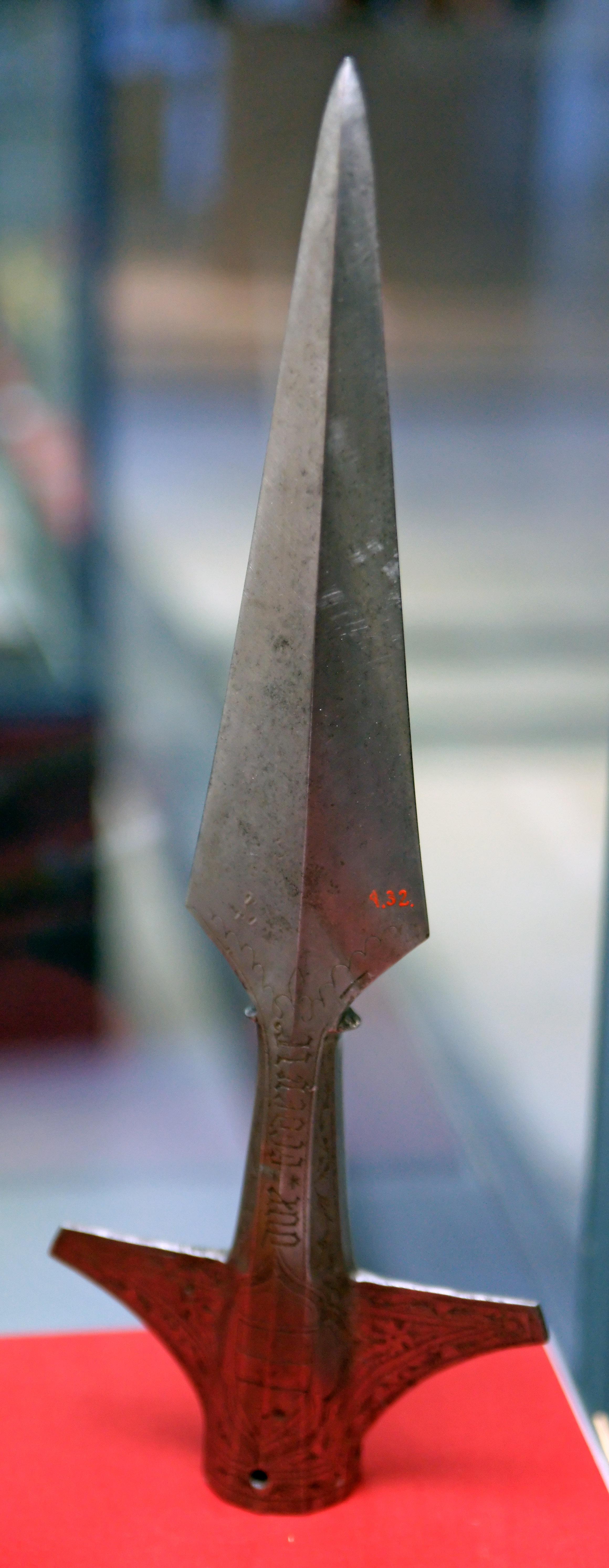
Наконечник кабаньего копья, Германия, около 1430 года.

Кабанье копьё — разновидность копья, используемая для охоты на кабанов: короткое и тяжелое копье с широким наконечником и перекладиной, поперечной древку. Кабаньи копья преимущественно известны в Германии и Скандинавии.

## История
Такие копья использовались ещё в Средние века. Длина составляла примерно 2 м, древко часто обматывалось кожаным ремешком, чтобы повысить коэффициент трения. Для прочности древка его делали из специально выбранного цельного ствола небольшого дерева. Как правило, использовался ясень.
Наконечник делался прочным и широким, насаживался на рукоять с помощью прочной втулки. В большинстве случаев делался из оленьего рога. Перекладина, поперечная древку, имела ту же функцию, что на рогатинах: обеспечивала безопасную дистанцию, если пронзённый зверь останется жив.
Кабанья охота в Европе была занятием знатных людей, особенно королей (в частности, Карла Великого), так же как охота на медведей была княжеским развлечением на Руси. Поэтому рогатины были больше, тяжелее и значительно прочнее, чем кабаньи копья. В Германии были известны медвежьи рогатины, но встречались крайне редко.

## Современное использование
В настоящее время немецкие охотники используют кабаньи копья в некоторых случаях, но это требует большого умения. Удар копья, в отличие от выстрела, не может повредить собакам, держащим кабана. Копьё также неплохо в случае внезапного нападения зверя при охоте. Кабаньи копья — традиционное оружие немецких егерей, они часто декорируют ими свои охотничьи комнаты.

## Техника охоты с кабаньим копьём

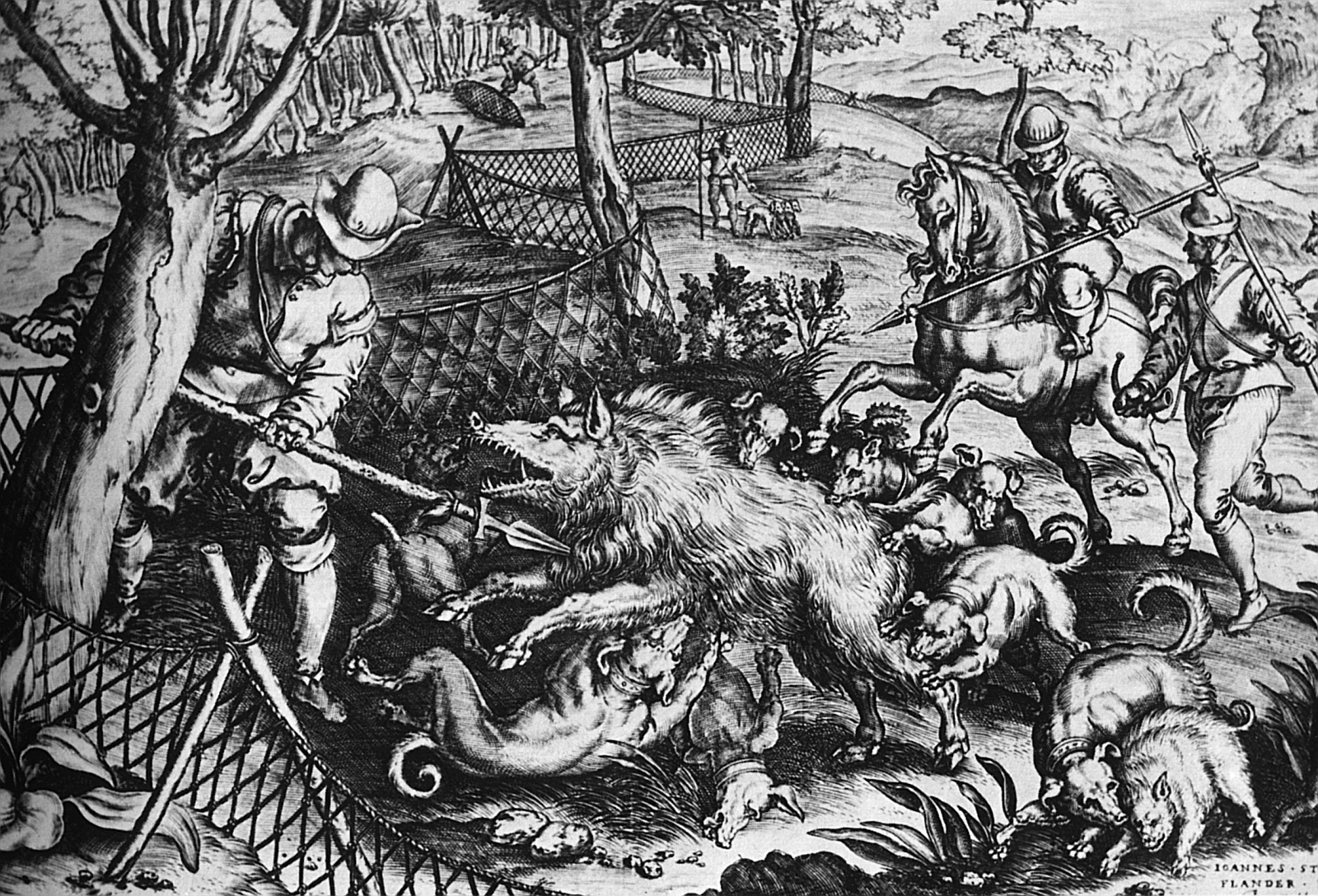
Кабанья охота

Взрослый кабан — очень сильный и агрессивный зверь. Он вполне может убить человека. Нападает с дистанции порядка 10 шагов. При этом кабаны-самцы бьют клыками в ноги человеку, который из-за повреждения артерий может умереть через несколько минут. Кабанихи кусаются до тех пор, пока не убьют охотника.
Чаще всего собаки задерживают кабана, и охотник вонзает в него копьё. Реже кабана провоцируют на нападение, и охотник, упирая копьё в бедро, направляет его на кабана, который сам бежит и напарывается на наконечник.
В Англии кабанья охота проходила верхом на конях.

## Геральдика
Кабанье копьё используется на гербах:
- Шретстакен
- Хемхофен (в правом верхнем углу)
- Кунройт